# Birgit Spahlinger
Birgit Spahlinger (* 24. April 1954 in Ravensburg; † 24. Juli 2021 in Karlsruhe) war eine deutsche Bildende Künstlerin.

## Leben
Birgit Spahlinger studierte 1975 bis 1981 Freie Malerei und Grafik an der Staatlichen Akademie der Bildenden Künste Karlsruhe bei Albrecht von Hancke und Herbert Kitzel.
Sie lebte als freischaffende Künstlerin und Kunstdozentin in Karlsruhe und am Bodensee, seit 1994 lehrte sie an der Jugendkunstschule Karlsruhe als Dozentin Malerei und Zeichnen.

## Ausstellungen (Auswahl)
- 2015 "Das 25. Bild", Frauenperspektiven Karlsruhe 2015: ÜBER ARBEIT ÜBER LEBEN – Interdisziplinäre Installation zu Arbeitsbedingungen von Frauen in der Produktion
- 2014 Museum Villa Rot, Kunst Oberschwaben 20. Jahrhundert – 1970 bis heute, Installation, Medien- und Konzeptkunst.

Projekt3drei: 'projekt3drei' ist ein konzeptionelles Projekt der Fachgruppe Fotografie / Video / Digitale Medien der GEDOK Karlsruhe  und wurde 2014 von den Künstlerinnen Birgit Spahlinger, Astrid Hansen und Katrin Eschenberg gegründet.
- 2013 "Kunst im Bunker", Atombunker Neuweier. Auf Einladung der Cubus Produzentengalerie e.V. Baden-Baden
- Supermarket Artfair Stockholm 2013 - 15.-17. February, t-act-interview project
- 2011: „Achtung Spannung“, Landesvertretung Baden-Württemberg bei der EU, Rue Belliard 60–62, 1040 Brüssel
- 2010: 10 + 10 Positionen, 20 Jahre deutsche Einheit, Kunsthalle Villa Kobe, Halle
- 2010: UND#5 Nancyhalle Karlsruhe
- 2009: Galerie Rothweiler, Karlsruhe "instant time", (solo)
- 2009: plattform nobudgets, Tübingen, Video "DIN 250%"
- 2008: Galerie im Künstlerhaus, BBK Karlsruhe, "passage liquide"
- 2006: Landgericht Baden-Baden, "Amplitude" (solo)
- 2004: 3 × 3 – R(h)ein in die Kunst, Kunstverein Villa Streccius, Landau[2]